# Каріва (Ніїґата)

37°25′ пн. ш. 138°37′ сх. д. / 37.417° пн. ш. 138.617° сх. д.
Карі́ва (яп. 刈羽村, かりわむら, МФА: [kaɾʲiwa muɾa]) — село в Японії, в повіті Каріва префектури Ніїґата. Станом на 1 квітня 2009 площа села становила 26,28 км². Станом на 1 червня 2011 населення села становило 4800 осіб.